# Die Geschichte des Herrn Han
Die Geschichte des Herrn Han (kor. 한씨연대기, Han-ssi yeondaegi) ist ein kurzer Roman des südkoreanischen Schriftstellers Hwang Sok-yong, erschienen im Jahr 1970. Anhand des Lebens des fiktiven Arztes Han Yongdok werden die Teilung Koreas und ihre Auswirkungen auf die Betroffenen thematisiert. Das Werk gilt als ein Schlüsselroman der südkoreanischen Literatur des 20. Jahrhunderts.

## Inhalt
Das Buch beginnt mit der Schilderung eines Mehrfamilienhauses in einer südkoreanischen Stadt Anfang der 1970er Jahre. Neben den anderen Bewohnern lebt in dem Haus auch ein alter Mann, der erst vor wenigen Jahren eingezogen ist und die übrigen Bewohner durch seine Trunkenheit und sein wortkarges Auftreten verärgert. Der Leser erfährt erst im Verlauf der Handlung, dass es sich bei ihm um den ehemaligen Arzt Han Yongdok handelt. Schließlich fällt der alte Mann in einen bewusstlosen Zustand und stirbt bald darauf. Zu seiner Beerdigung erscheinen nur drei Personen, bei denen es sich um seine Tochter, seinen Freund und seine Schwester handelt, zu denen er aber schon seit Jahren keinen Kontakt mehr hatte.
Die Geschichte wird in der Zeit des beginnenden Koreakrieges fortgesetzt. Han Yongdok ist Universitätsprofessor und Arzt an der Universitätsklinik von Pjöngjang. Ohne sich offen gegen die kommunistische Herrschaft zu äußern, wird er doch aufgrund seiner unklaren Haltung verdächtigt. Han widersetzt sich der Direktive der Partei, an erster Stelle Parteimitglieder zu behandeln, die auf einer gesonderten Station untergebracht sind. Unter dem direkten Protest seiner Vorgesetzten rettet er ein verwundetes Mädchen. Da auch noch sein Freund Professor Soh aus dem Norden flieht, wird Han inhaftiert und soll kurz vor der Einnahme Pjöngjangs durch die UN-Truppen während einer Massenexekution hingerichtet werden. Durch Zufall überlebt er, jedoch stirbt sein Vater während der Säuberungen.
Während des folgenden Winters beschließt er mit seiner Familie in den Süden zu ziehen. Vor der Überquerung des Taedong-gang entschließt sich Han, den Rest seiner Familie zurückzulassen und sie in Kürze nachzuholen. Nur sein ältester Sohn begleitet ihn in den Süden. Kurz nach seiner Ankunft wird er für einige Monate von der Armee inhaftiert, da er sich mehrmals verbotenerweise einem Kriegsgefangenenlager genähert hatte, in der Hoffnung, dort seinen Sohn zu finden, den er in der Zwischenzeit ohne explizite Schilderung im Roman verloren haben muss. Durch seinen Freund Soh kommt er in Kontakt zu seiner im Süden lebenden Schwester Yongsuk. Auf Anraten von Yongsuk heiratet er erneut, da inzwischen der Waffenstillstand in Kraft getreten und damit die Teilung des Landes auf unbestimmte Zeit besiegelt ist.
Han beginnt in einer privaten Arztpraxis zu arbeiten, deren Besitzer Bak sie ohne Arztausbildung und Lizenz betreibt. Aufgrund eines Konfliktes um die Arbeitsmethoden der Praxis denunziert Bak Han als nordkoreanischen Spion. Han wird vom Geheimdienst inhaftiert und gefoltert. Versuche seiner Schwester seine Freilassung durch Bestechung eines früheren Bekannten namens Min Sangho zu erreichen, der auch beim Geheimdienst arbeitet, bleiben erfolglos. Erst nach Monaten, in denen sich Han beharrlich weigert, die gegen ihn erhobenen Vorwürfe zu bestätigen, wird er freigesprochen, kurz darauf jedoch wegen eines ihm zugeschriebenen Arztfehlers von Bak zu einer Haftstrafe verurteilt. Der Rest seines Lebens wird nur noch kurz umrissen. Han kehrt zu seiner Familie zurück, beginnt zu trinken und gerät in die Schulden. Schließlich verlässt er seine Familie, woraufhin sich seine Frau neu verheiratet.
Das Buch endet mit einem Blick auf Hans aus dessen neuer Verbindung im Süden hervorgegangene Tochter Hyeja. Sie kennt ihren Vater kaum und kommt nur widerwillig, als sie von seinem Tod erfährt.

## Personen
Han Yongdok ist ein sturer und bedingungslos ehrlicher Charakter, der unter den Folgen der Trennung von seiner Familie und anderen misslichen Umständen im Zuge der Teilung Koreas zugrunde geht. Er empfindet es als große Schande, seiner Schwester im Süden zur Last zu fallen. Nach anfänglichem Sträuben nimmt er die Arbeit in Baks Praxis an, nur um auch dort wiederholt mit Bak wegen dessen Arbeitsmethoden in Konflikt zu geraten.
Soh Hakjun ist als Hans Freund ein eher beschwichtigender und pragmatischerer Mann. Er flieht alleine aus Pjöngjang, nachdem er zuvor versucht hat, Han zum Mitkommen zu überreden. An Han schätzt er vor allem dessen Ehrlichkeit, verurteilt aber dessen Starrsinn scharf.
Han Yongsuk hat ihren Mann im Krieg verloren und muss ihre drei Kinder nun selbst ernähren. Trotzdem engagiert sie sich stark für die Freilassung ihres Bruders und zeigt im Umgang mit dem Behörden beinahe eben so viel Stursinn wie Yongdok.

## Darstellungsform
Hwang Sok-yong selbst bezeichnete sein Werk eher als Chronik denn als Roman. Die Geschichte des Herrn Han reiht sich von der Thematik her in Hwangs Gesamtwerk ein. Der Fokus liegt auf den kleinen Menschen, die dem politischen Geschehen hilflos ausgeliefert sind. Diese Thematik wird in den Vordergrund gerückt durch eine klare, kraftvolle wirkende Sprache, bei der Exaktheit im Ausdruck vor jeder Verschwommenheit symbolischer Darstellung einhergeht. Die Beschränkung auf die Auswirkungen der Kriegsumstände auf das private Leben wird durch den Verzicht auf analytische oder politisch gefärbte Darstellungen unterstützt.
Der Tod Han Yongdoks im Exil im eigenen Land, als Mensch aus dem Norden eher misstrauisch beäugt, dient als Rahmen und zugleich vielleicht auch als symbolischer Hintergrund des gesamten Buches.

## Hintergrund
Die Geschichte des Herrn Han wurde von Hwang Sok-yong im Jahr 1970 zunächst als Fortsetzungsroman in einer Zeitschrift veröffentlicht. 1972 wurde es in Buchform veröffentlicht. Ihm war ein großer Erfolg beschieden, was sich in wiederholten Auflagen zeigte. Insbesondere die Trennungsszene der Familie vor der geplanten Überquerung des Taedong-gang wird von der koreanischen Literaturkritik als eine der schönsten Stellen in der modernen südkoreanischen Literatur gesehen.
Die Geschichte des Herrn Han kann man teilweise auch als autobiographisches Werk lesen. Hwang Sok-yongs Familie ist Ende der 1940er Jahre von Pjöngjang in den Süden umgezogen. Hwangs Onkel mütterlicherseits war ebenfalls Arzt wie Han Yongdok, der genau wie Hwangs Figur in Armut starb. Die Figur Han Yongsuk trägt Züge von Hwangs Mutter, die, aus dem Norden geflohen, stets in den Norden zurückkehren wollte.